# Poligon Biedrusko

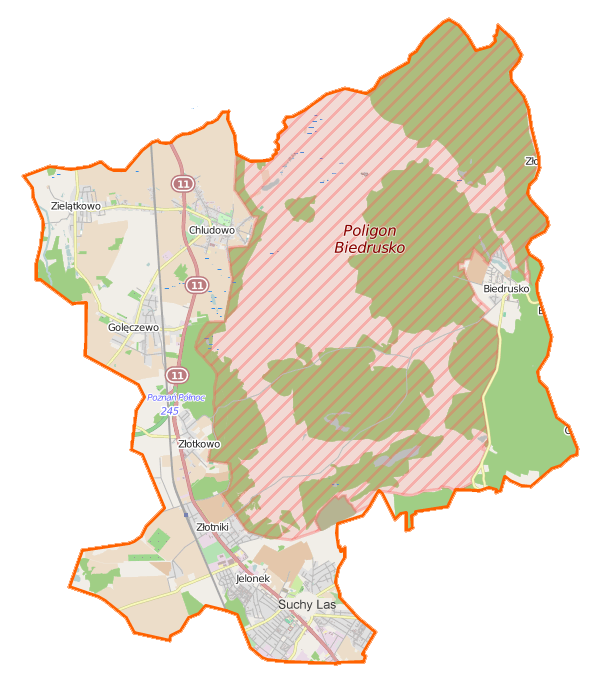
Położenie poligonu na mapie gminy Suchy Las

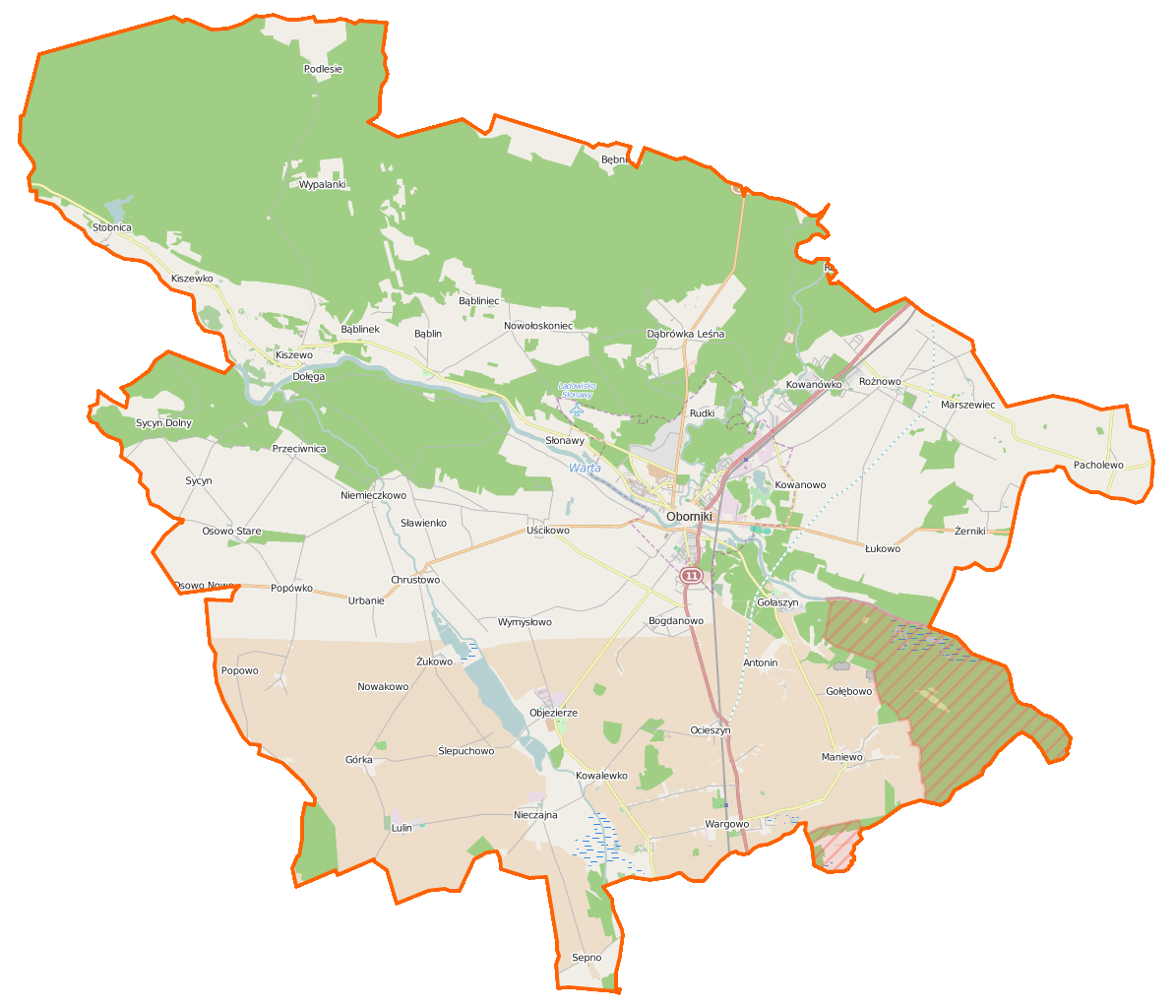
Położenie poligonu na mapie gminy Oborniki

Poligon w Biedrusku – rozległy poligon wojskowy, umiejscowiony na terenie dużej części gminy Suchy Las oraz w południowo-wschodniej części gminy Oborniki.

## Teren
Teren poligonu ograniczony jest (w przybliżeniu):
- od wschodu i północy rzeką Wartą
- od południa drogą na Morasko w Poznaniu (dokładnie – ul. Franciszka Jaśkowiaka)
- od zachodu wioskami leżącymi w pobliżu szosy Poznań-Oborniki (Suchy Las, Złotniki, Złotkowo, Chludowo, Maniewo, Gołębowo, Gołaszyn).

## Charakterystyka
Siedzibą komendantury poligonu jest Biedrusko – wieś leżąca pośrodku jego wschodniej granicy.
Przez teren poligonu prowadził Pierścień Rowerowy dookoła Poznania do 22.12.2018 roku, kiedy odcinek ten uległ likwidacji. Teren poligonu wojskowego Biedrusko jest objęty całkowitym zakazem wstępu dla osób nieuprawnionych, w tym dla ruchu pieszego, rowerowego, samochodowego, a także dla wszelkich form turystyki i rekreacji. Zakaz ten obowiązuje 24 godziny na dobę przez 7 dni w tygodniu – również, gdy nie ma strzelań na poligonie. Droga, którą prowadzi szlak na terenie poligonu wiedzie m.in. przez Łagiewniki oraz Chojnicę.
Jednym z obiektów na terenie poligonu są późnogotyckie ruiny kościoła Ścięcia św. Jana Chrzciciela w nieistniejącej już wsi Chojnica. 
Na terenie poligonu utworzono specjalny obszar ochrony siedlisk sieci Natura 2000 „Biedrusko” PLH300001, natomiast część poligonu położona na terenie gminy Suchy Las jest dodatkowo chroniona przez Obszar Chronionego Krajobrazu Biedrusko.

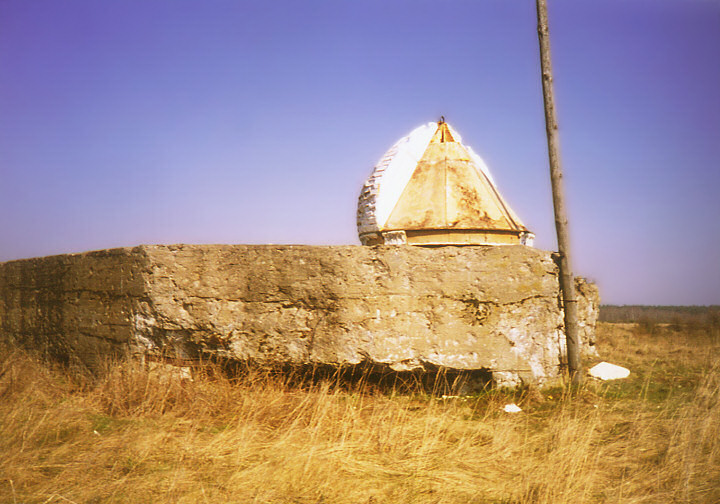
Bunkier na poligonie w Biedrusku
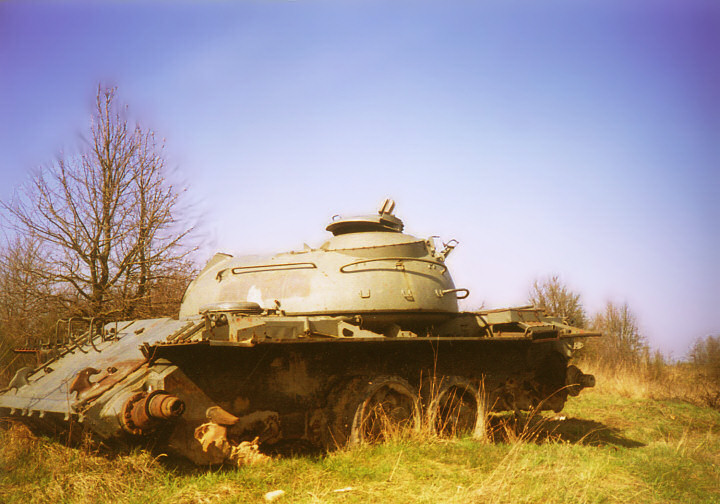
Czołg na poligonie w Biedrusku
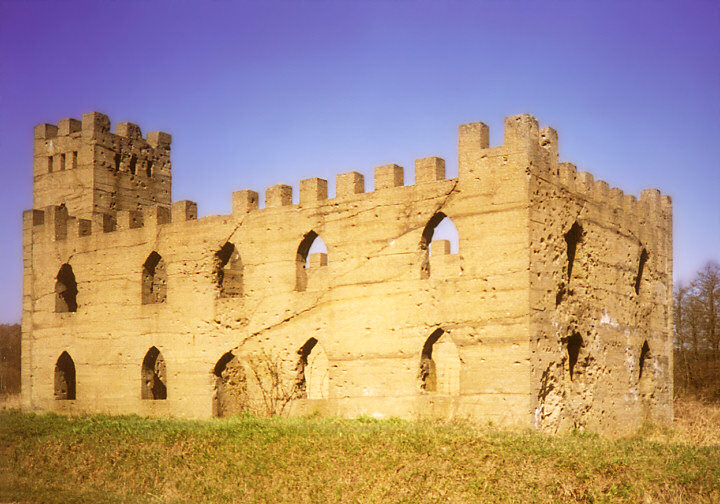
Chojnica; ruiny żelbetowej imitacji zameczku
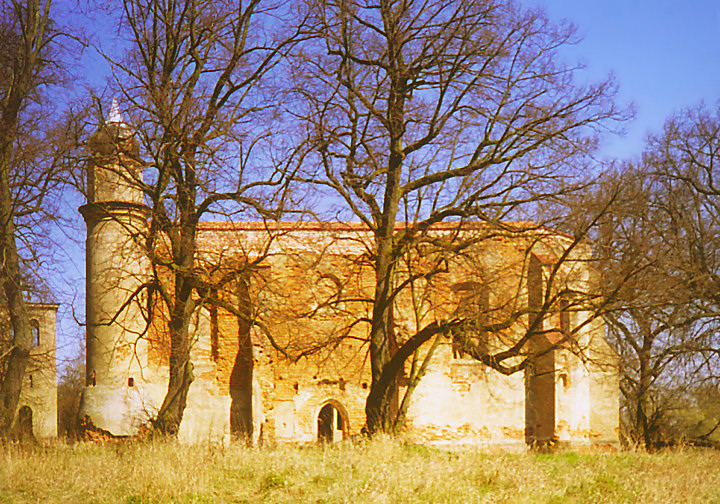
Chojnica; ruiny kościoła pw. Ścięcia św. Jana Chrzciciela

## Kadra Obozu Ćwiczeń Biedrusko
Komendanci
- ppłk piech. Emil Adolf Furdzik (1923[5] – 1924[6])
- ppłk art. dr Ludwik Tobolewski (do 22 III 1929[7])
- mjr art. Władysław Ołtarzewski (od 27 IV 1929[8])
- ppłk art. Józef Tadeusz Bizoń (od V 1932[9])
- mjr art. Ludwik Iwaszko (1937–1939[10])

Obsada personalna Komendy OĆ w marcu 1939
- komendant – mjr art. Ludwik Iwaszko
- aiutant – rtm. Józef Leopold Jagielski[a]
- kierownik administracji koszar – kpt. int. Zdzisław Józef Franciszek Taras

## Wsie wchłonięte przez teren poligonu
- Chojnica
- Glinienko
- Glinno
- Knyszyna
- Okolewo
- Łagiewniki
- Trzuskotowo
- Tworkowo